# Pseudolimnophila dravidica
Pseudolimnophila dravidica är en tvåvingeart som beskrevs av Alexander 1974. Pseudolimnophila dravidica ingår i släktet Pseudolimnophila och familjen småharkrankar. Inga underarter finns listade i Catalogue of Life.